# Jiří Dienstbier starší
Jiří Dienstbier st. (20. dubna 1937 Kladno – 8. ledna 2011 Praha) byl český politik, novinář a disident. V letech 1989–1992 působil jako československý ministr zahraničí a místopředseda federální vlády, v období 2008–2011 pak byl senátorem za senátní obvod Kladno.

## Životopis

### Mládí
V letech 1955–1960 studoval žurnalistiku na Filozofické fakultě Univerzity Karlovy.
Ještě jako student vstoupil v roce 1958 do Komunistické strany Československa. V letech 1958–1969 pracoval jako zahraničně-politický redaktor a komentátor Československého rozhlasu, byl zpravodajem v západní Evropě, na Dálném východě (o bouřlivých událostech roku 1965 v Indonésii napsal knihu Noc začala ve tři ráno) a ve Spojených státech.
V šedesátých letech se účastnil demokratizačního procesu („pražské jaro“) a v době invaze vojsk Varšavské smlouvy do Československa v srpnu 1968 se postavil proti ní, mj. se podílel na protiokupačním vysílání Československého rozhlasu.

### 1969 až 1989
V následujícím roce byl proto vyloučen z KSČ i Svazu novinářů a propuštěn z rozhlasu. V letech 1970–1979 pracoval jako dokumentátor Projektového ústavu Výstavby hlavního města Prahy.
V 70. letech propůjčila Jiřímu Dienstbierovi své jméno redaktorka časopisu Svět v obrazech Želmíra Živná, aby se mohl podílet na publikaci z historie lékařství (GEL, František a ŽIVNÁ, Želmíra, ed. Pane doktore…: čarodějové, bradýři a lékaři. Praha: Albatros, 1975) a vydat publikaci o vývoji oblékání (ŽIVNÁ, Želmíra. Šaty dělají člověka: o módě a oblékání. Praha: Albatros, 1976. Objektiv).
V roce 1977 se stal jedním z prvních 250 signatářů Charty 77 a v letech 1979 a 1985 byl i jejím mluvčím. Byl také jedním ze zakládajících členů VONSu (1978) a podílel se na vydávání samizdatů. Z těchto důvodů byl v letech 1979–1982 ve vězení a později už mohl vykonávat pouze manuální práce, např. řezač kovů či balič knih. V roce 1983 byl zaměstnán jako noční hlídač v Montovaných stavbách, v období 1984–1989 jako topič Metrostavu.

### Od roku 1989
Po vzniku Občanského fóra (OF) v listopadu 1989 se stal krátce mluvčím jeho koordinačního centra. Už v prosinci téhož roku byl jmenován ministrem zahraničí. Tuto funkci zastával v první i druhé vládě Mariána Čalfy. V obou těchto kabinetech byl zároveň místopředsedou vlády. Jako ministr zahraničí podepsal 26. února 1990 společně s Eduardem Ševardnadzem dohodu o odchodu sovětských vojsk z Československa.
Ve volbách roku 1990 zasedl do Sněmovny lidu Federálního shromáždění (volební obvod Západočeský kraj) za OF. V roce 1991 po rozkladu Občanského fóra přešel do klubu Občanského hnutí. Ve Federálním shromáždění setrval do voleb roku 1992.
Po rozdělení Československa se zapojil do české politiky. Od roku 1993 do 1996 vedl středovou mimoparlamentní liberální stranu Svobodní demokraté (navazující na Občanské hnutí), která se později spojila s Liberální stranou národně sociální, ale nikdy nezískala významný podíl voličů. V 90. letech působil jako hostující profesor na řadě vysokých škol.
V letech 1998–2001 byl zvláštním zpravodajem Komise pro lidská práva OSN pro Svazovou republiku Jugoslávii, Bosnu a Hercegovinu a Chorvatsko, později pracoval pro Reuters Founders Share Company. V roce 1999 označil zásah Severoatlantické aliance v Jugoslávii za nesmyslný, později byl i proti jednostrannému vyhlášení nezávislosti Kosova.
V roce 2000 neúspěšně kandidoval ve volbách do senátu za obvod Mladá Boleslav jako nestraník za ČSSD. V roce 2002 obdržel medaili Za zásluhy I. stupně.
V roce 2007 bylo jeho jméno zmíněno politiky České strany sociálně demokratické (ČSSD) i Strany zelených jako možného protikandidáta Václavu Klausovi na úřad prezidenta republiky. Dienstbier se rovněž v okamžiku, kdy se o tom začalo mluvit, v televizní debatě ostře pustil do kritiky Václava Klause, kde zmínil hlavně jeho snahu hodnotit a kritizovat vše, bez ohledu na vlastní přehled o tématech.
V senátních volbách 2008 byl zvolen jako nestraník na kandidátce ČSSD do Senátu na Kladensku. Byl předsedou senátního Výboru pro zahraniční věci, obranu a bezpečnost.
Zemřel 8. ledna 2011 v pražské vinohradské nemocnici.
Jako člen Masarykova demokratického hnutí byl rovněž nositelem Čestné medaile TGM za věrnost jeho odkazu.

## Rodina
Pocházel z rodiny lékaře Jiřího Dienstbiera, který byl v letech 1936–1953 primářem interního oddělení v kladenské nemocnici,. Matka byla dětská lékařka. Dědeček z matčiny strany byl pianista a hudební pedagog Emil Hájek. Jeho strýcem byl Vladislav Ribnikar, ředitel srbských novin Politika a pozdější jugoslávský ministr informací. Byl čtyřikrát ženatý, jeho třetí manželkou byla Květa Dienstbierová (bývalá manželka Ivana Havla), čtvrtou manželkou potom Jiřina Dienstbierová. Kromě syna Jiřího, který je také bývalým politikem, měl tři dcery Moniku, Kristinu a Irenu, jež zemřela v roce 1998.

## Dílo
- Noc začala ve tři ráno. [s.l.]: Vydavatelství časopisů MNO, 1967. 188 s.
- Snění o Evropě. Praha: Lidové noviny, 1990. 160 s. ISBN 80-7106-014-3.
- Od snění k realitě: vzpomínky z let 1989–1999. Praha: Lidové noviny, 1999. 446 s. Dostupné online. ISBN 80-7106-325-8.
- Daň z krve. Praha: Lidové noviny, 2003. 360 s. ISBN 80-7106-585-4.
- O hostitelích a hostech. Praha: Galén, 2011. 279 s. ISBN 80-7262-776-7.
- Jiří Dienstbier – rozhlasový zpravodaj 1958–1969. Praha: Radioservis, 2013. 264 s. ISBN 978-80-87530-25-2.